# Autodeplumazione

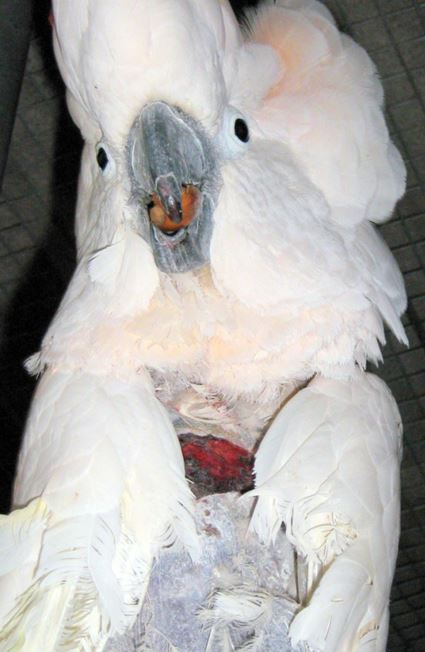
Grave forma di autodeplumazione in un cacatua bianco (Cacatua alba).

L'autodeplumazione è una condizione patologica del comportamento di alcuni uccelli, in particolare pappagalli,  nella quale gli uccelli masticano, danneggiano e asportano le penne e le piume del proprio corpo, causando la perdita delle piume e dei piumini in varie zone del corpo.
In passato è stata stimata una prevalenza del fenomeno in circa il 10% nella popolazione di pappagalli tenuti in cattività in ambiente domestico, ma questo valore sembrerebbe al di sotto della reale incidenza di questa patologia del comportamento. Un recente studio condotto da un gruppo di ricerca italiano, ha rilevato che l'autodeplumazione sarebbe manifestata da circa il 18% dei pappagalli da compagnia.

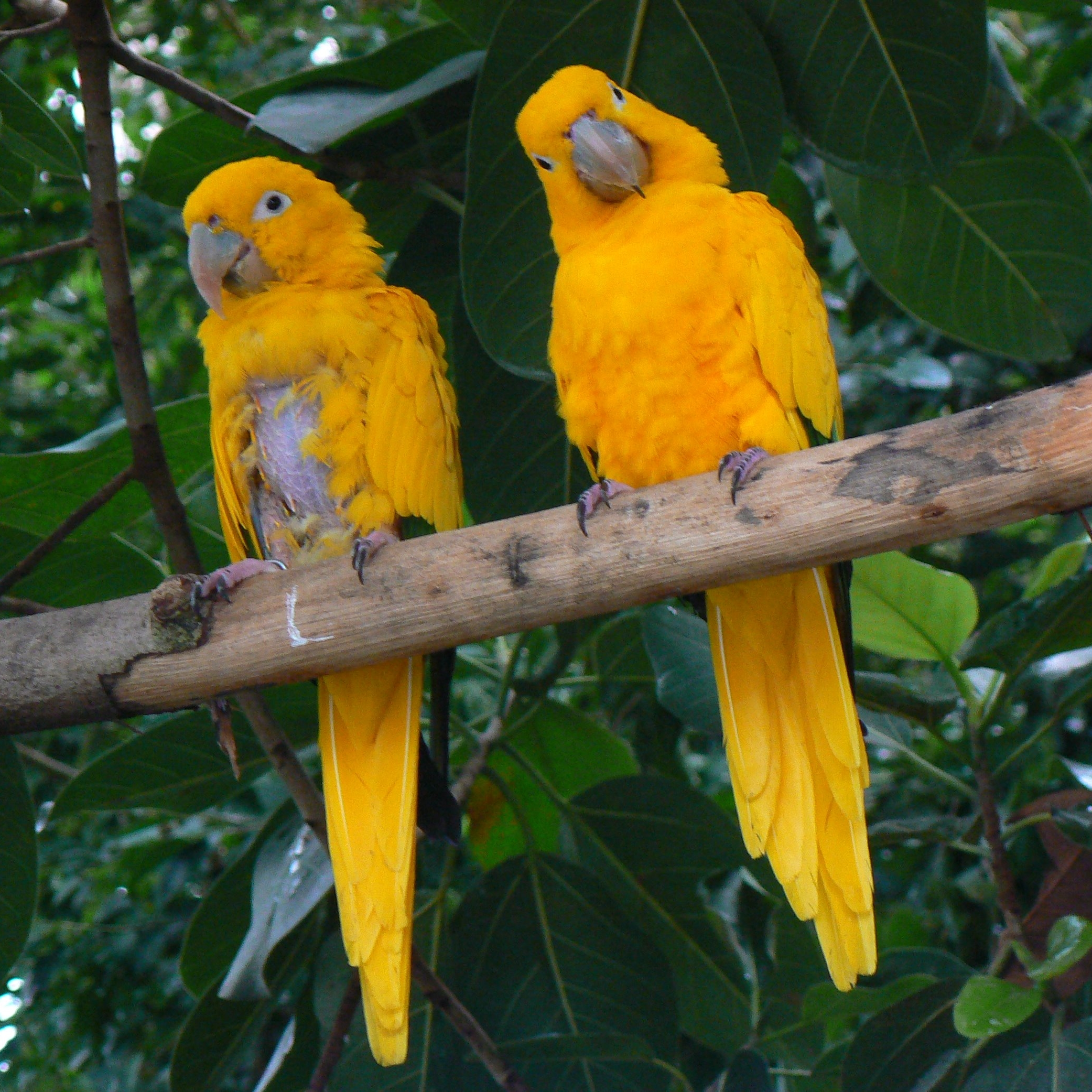
Autodeplumazione in un parrocchetto dorato (Guaruba guarouba)

## Specie colpite
Nonostante forme di perdita del piumaggio riconducibili a forme di stress e di disagio comportamentale possano essere manifestate da molte specie di uccelli, l'autodeplumazione è spiccatamente manifestata dagli uccelli appartenenti all'ordine Psittaciformes.
È particolarmente comune in generi quali Psittacus, Cacatua, Eclectus, Aratinga e Guaruba; questa forma patologica presenta differenze tra le specie per quanto concerne la gravità e la prevalenza. Tuttavia, questi dati non sembrano avere alcuna evidenza scientifica, ma piuttosto, riflettono casistiche provenienti dalle cliniche veterinarie, le quali non tengono conto dell’effettiva grandezza delle popolazioni e delle tecniche d’allevamento.

## Sintomi
I sintomi dell'autodeplumazione riguardano sia le manifestazioni comportamentali ad essa correlate, sia i segni che possono essere evidenziati sul piumaggio. Gli uccelli colpiti da tale disordine comportamentale, risultano essere maggiormente irrequieti rispetto agli altri e manifestano ansia, aggressività e l'elicitazione di comportamenti finalizzati al danneggiamento, masticazione e rimozione delle penne e delle piume in aree del corpo raggiungibili dal becco.

## Cause
Le cause che determinano l'autodeplumazione possono essere molteplici e molte sono le ipotesi avanzate dai ricercatori. Escludendo patologie di natura virale, batterica e/o carenze alimentari che possono provocare una sintomatologia simile, l'autodeplumazione è una condizione patologica spiccatamente legata ai pappagalli addomesticati è del tutto probabile che stimolazioni ambientali inidonee, imprinting aberranti e scarsità di stimoli specie-specifici possano determinare con maggiore incidenza la comparsa della patologia.
L'autodeplumazione vanta molte considerazioni dal punto di vista etologico, essendo considerata ormai come patologia del comportamento. Numerose spiegazioni teoriche sono volte alla comprensione delle cause e dei meccanismi di questa forma patologica. È possibile evidenziare due correnti di pensiero maggiormente condivise: una che considera i comportamenti stereotipati alla base dell'autodeplumazione come un processo di sostituzione dei comportamenti dominanti normali con quelli patologici, attraverso una modificazione del “centro di controllo” dei comportamenti; l’altra che interpreta, invece, i comportamenti anormali come risposte quantitativamente spropositate a stimolazioni ambientali altrettanto abnormi.
Recenti ricerche scientifiche hanno osservato che l'autodeplumazione può essere un comportamento autolesivo vero e proprio, causato da deturpazioni durante la crescita comportamentale degli animali in età infantile e da squilibri nella sfera sessuale.

## Cure
Al momento non esistono ancora dati certi su efficaci interventi volti a risolvere tale patologia. Le lesioni che gli animali si provocano sembrano resistere a qualsiasi trattamento farmacologico e i comportamenti che le provocano pare non vengano definitivamente eliminati con l’utilizzo di psicofarmaci; al momento non esisterebbero dunque protocolli terapeutici sperimentalmente dimostrati e dall’effettivo successo terapeutico.
Vista la natura etologica del problema, le cure possono essere intraprese da il lavoro congiunto di medico veterinario (diagnosi differenziali), ed etologo (organizzazione di interventi ambientali, sociali e psicologici).